# Ширак, Бернадетт
Бернадетт Ширак (урождённая Шодрон де Курсель; фр. Bernadette Chirac; род. 18 мая 1933[…], Париж, Франция) — вдова 22-го президента Франции Жака Ширака, первая леди Франции с 1995 по 2007 годы (одна из самых пожилых среди ныне живущих наряду с Анн Эймон Жискар д’Эстен).

## Биография
Бернадетт Шодрон де Курсель родилась 18 мая 1933 года во французском городе Париже. В 1939 году её отец был призван в армию и попал в плен в ходе сражения с войсками Третьего рейха. В июне 1940 года Бернадетт вместе с матерью покинули Париж и направились в департамент Ло и Гаронна на юго-западе Франции. В 1943 года они вновь переезжают, на этот раз в департамент Луаре, коммуна Жьен. В 1945 году её отец вернулся домой из немецкого плена и они вернулись в Париж. В 1946 году родилась её сестра Катрин, а в 1948 году появился на свет брат Жером. После окончания средней школы Бернадетт поступила в Институт политических исследований в Париже, где и познакомилась со своим будущим мужем Жаком Шираком. Свадьба состоялась 16 марта 1956 года. Бернадетт Ширак занималась политикой, а также сыграла несколько эпизодических ролей в сериалах. В мае 2004 года посетила Москву, где провела встречу с Людмилой Путиной.

## Семейная жизнь
В браке Бернадетт родила двоих дочерей: Лоранс (1958 — 2016) и Клод (1962 г.р.). В 1979 году Бернадетт и Жак удочерили девочку из Южного Вьетнама Ань-Дао Траксель. Лоранс Ширак большую часть жизни страдала от анорексии и в связи с этим предпринимала попытки самоубийства, скончалась 15 апреля 2016 года от сердечной недостаточности. Клод Ширак работала советником у своего отца, замужем за французским дзюдоистом Тьерри Ре, от брака имеет сына Мартена Ре-Ширака.

## Награды
- Кавалер Ордена Почётного легиона (2008 год)[9]
- Медаль Пушкина (4 декабря 2007 года, Россия) — за большой вклад в распространение, изучение русского языка и сохранение культурного наследия, сближение и взаимообогащение культур наций и народностей[10]
- Великий офицер ордена Звезды Румынии (Румыния)
- Орден Улыбки (Польша)
- Почётный доктор Российского государственного социального университета (2000)[11].